# Cacostola brasiliensis
Cacostola brasiliensis là một loài bọ cánh cứng trong họ Cerambycidae.